# كريستي بيرس
كريستي رامبوني (Christie Rampone) هي لاعبة أولمبية لرياضة كرة القدم من الولايات المتحدة. شاركت في الأولمبياد الصيفي في 2000–2012، وفازت بما مجموعه 4 ميداليات.

## الميداليات
| ذهب | فضة | برونز | المجموع |
| 3   | 1   | 0     | 4       |

## روابط خارجية
- كريستي بيرس على موقع الاتحاد الدولي (مؤرشف)  (الإنجليزية)
- كريستي بيرس على موقع الاتحاد الأوربي (الإنجليزية)
- كريستي بيرس على موقع قاعدة بيانات كرة القدم.إي يو (الإنجليزية)
- كريستي بيرس على موقع Soccerway.com (الإنجليزية)
- كريستي بيرس على موقع أوليمبيديا (الإنجليزية)